# HD 149026
HD 149026, o anche Ogma, è una stella dell'8° magnitudine nella costellazione di Ercole.

## Distanza e visibilità
La stella dista circa 260 anni luce dalla Terra. Non è visibile ad occhio nudo ma è osservabile già con l'ausilio di un binocolo o un piccolo telescopio.

## Caratteristiche
HD 149026 è classificata come subgigante gialla (tipo spettrale G0 IV). Rispetto al nostro Sole è leggermente più massiva, grande e brillante. La stella è più giovane del Sole (circa 2 miliardi di anni), ma a causa della massa più grande è già molto più evoluta. La fusione dell'idrogeno nel nucleo della stella sta già terminando e sta cominciando ad evolversi in una gigante rossa.
Rispetto al Sole la stella ha oltre il doppio di elementi chimici più pesanti dell'idrogeno e dell'Elio.

## Sistema planetario
Grazie alla sua elevata metallicità e al fatto che è una stella relativamente luminosa, un gruppo di astronomi del N2K Consortium ha deciso di studiarla.
Nel 2005 hanno scoperto un insolito pianeta extrasolare in orbita alla stella. Il pianeta, designato HD 149026 b, è stato osservato durante un transito davanti alla propria stella, durante il quale è stato misurato il suo diametro. Si è così scoperto che il pianeta è più piccolo degli altri pianeti che transitano le loro stelle, e ciò significa che è insolitamente denso per un pianeta che orbita così vicino alla propria stella.
La temperatura del pianeta gigante è stata stimata in 2040° C, gli scienziati credono che il pianeta assorba quasi tutta la radiazione solare di HD 149026 che poi irradia nello spazio sotto forma di calore.

### Prospetto
Segue un prospetto dei componenti del sistema planetario di HD 149026, in ordine di distanza dalla stella.
| Pianeta       | Massa   | Raggio  | Periodo orb. | Sem. maggiore | Scoperta |
| ------------- | ------- | ------- | ------------ | ------------- | -------- |
| b (Smertrios) | 0,36 MJ | 0,72 RJ | 2,88 giorni  | 0,042 UA      | 2005     |